# Safe (série télévisée)
Pour les articles homonymes, voir Safe.
Safe ou Sécurité au Québec est une mini-série britannico-française en huit épisodes entre 41 et 47 minutes, créée par l'écrivain Harlan Coben, et diffusée du 15 au 29 mai 2018 sur le réseau français C8.
Elle est également distribuée à partir du 10 mai 2018 dans quelques pays sur Netflix. En France, elle est disponible depuis le 14 novembre 2018 sur Netflix, puis le 2 mars 2023 sur TF1.

## Synopsis
Tout juste veuf, Tom tente de maintenir une vie normale avec ses deux filles au sein d’une communauté privilégiée et protégée. Mais des secrets profondément enfouis vont venir bouleverser tout ce bel équilibre. Quand sa fille aînée, Jenny, disparaît, Tom réalise qu’il ne connaît pas réellement ceux qui l’entourent, notamment Pete Mayfield son meilleur ami, le dernier à l'avoir vue.

## Distribution
- Michael C. Hall (VF : Patrick Mancini) : Dr Tom Delaney
- Amy James-Kelly (VF : Nastassja Girard) : Jenny Delaney
- Amanda Abbington (VF : Anneliese Fromont) : sergent Sophie Mason
- Freddie Thorp (VF : Tristan Le Doze) : Chris Chahal
- Audrey Fleurot (VF : elle-même) : Zoé Chahal, mère de Chris
- Hannah Arterton (VF : Marie Tirmont) : inspecteur Emma Castle
- Emmett J. Scanlan (VF : Valentin Merlet) : Josh Mason, mari de Sophie
- Louis Greatorex (VF : Gabriel Bismuth-Bienaimé) : Henry Mason
- Joplin Sibtain (VF : Laurent Desponds) : Neil Chahal, père de Chris
- Raj Paul (VF : Nicolas Hardy) : Darren
- Marc Warren (VF : Vincent Ropion) : Pete
- Nigel Lindsay (VF : Gérard Darier) : JoJo Marshall
- Laila Rouass (VF : Jeanne Savary) : Lauren Marshall
- Hero Fiennes-Tiffin (VF : Loïc Mobihan) : Ioan Fuller
- Amy-Leigh Hickman (VF : Camille Timmerman) : Sia Marshall
- India Fowler : Ellen Mason

## Production

### Développement
C'est la seconde série imaginée par Harlan Coben et il s'est de nouveau entouré de l'équipe de Red Production Company avec le scénariste Danny Brocklehurst avec lequel il a déjà travaillé sur sa première série The Five.
Il s'agit d'une coproduction impliquant la France avec la chaîne C8 et c'est pourquoi il a été demandé à Audrey Fleurot de jouer un rôle clef. Harlan Coben connaissait l'actrice pour l'avoir vue dans Engrenages.

### Tournage
Le tournage débute en juillet 2017[réf. nécessaire].

### Fiche technique
- Titre original : Safe
- Création : Harlan Coben
- Scénario : Danny Brocklehurst et Harlan Coben
- Sociétés de production : RED Production Company
- Société de distribution : StudioCanal
- Pays de production :  Royaume-Uni /  France
- Langue originale : anglais
- Format : couleur
- Durée : 41–47 minutes

## Épisodes
1. Jour 1 / Un quartier paisible
2. Jour 2 / Paradis
3. Jour 3 / Chantage
4. Jour 4 / À la surface
5. Jour 5 / Où est Jenny ?
6. Jour 6 / Qui est Jasmine
7. Jour 7 / Le Pendentif
8. Jour 8 / La Confrontation

## Accueil

### Audiences

#### En France
| Épisode | Date              | Nombre de téléspectateurs | Part de marché (sur les 4 ans et plus) | Réf.  |
| ------- | ----------------- | ------------------------- | -------------------------------------- | ----- |
| 1       | Jeudi 2 mars 2023 | 3 614 000                 | 17,4 %                                 | [ 5 ] |
| 2       | Jeudi 2 mars 2023 | 2 940 000                 | 17 %                                   | [ 5 ] |
| 3       | Jeudi 2 mars 2023 | 2 180 000                 | 20,9 %                                 | [ 5 ] |
| 4       | Jeudi 9 mars 2023 | 2 432 000                 | 12,1 %                                 | [ 6 ] |
| 5       | Jeudi 9 mars 2023 | 2 110 000                 | 12,9 %                                 | [ 6 ] |
| 6       | Jeudi 9 mars 2023 | 1 890 000                 | 17,8 %                                 | [ 6 ] |
| 7       | Jeudi 9 mars 2023 | 1 450 000                 | 24,7 %                                 | [ 6 ] |
| 8       | Jeudi 9 mars 2023 | 1 110 000                 | 33,5 %                                 | [ 6 ] |

- Les plus hauts chiffres d'audience
- Les plus bas chiffres d'audience